# Företagsdesign
Företagsdesign kännetecknar en del av en företagsidentitet. Den klargör ett företags formgivning på produkter, skyltar, kontor, papper, visitkort etc. Det kan också inbegripa arkitekturen på kontorsbyggnaden. 
Ett exempel på företagsdesign är hur ett företag konsekvent använder sig av ett typsnitt eller färg. Detta för att skapa igenkänning. Ofta samlas exempel och regler för företagsdesign hos ett specifikt företag i en handbok som används för hur man ska utforma till exempel trycksaker. Peter Behrens räknas som skaparen av företagsdesign efter sitt mångåriga arbete för AEG i början av 1900-talet. Han anses vara prototypen för en industridesigner och samtidigt uppfinnare av företagsdesign, då han för AEG skapade en överensstämmelse mellan företagets skilda produkter.
Ett känt exempel på företagsdesign utanför företagsvärlden är den som skapades av Otl Aicher inför de olympiska spelen i München 1972. Aicher använde till exempel här genomgående typsnittet Univers och kulörta färger. Färger som rött och svart med för spelen negativa associationer användes inte. 